# リーゾ館

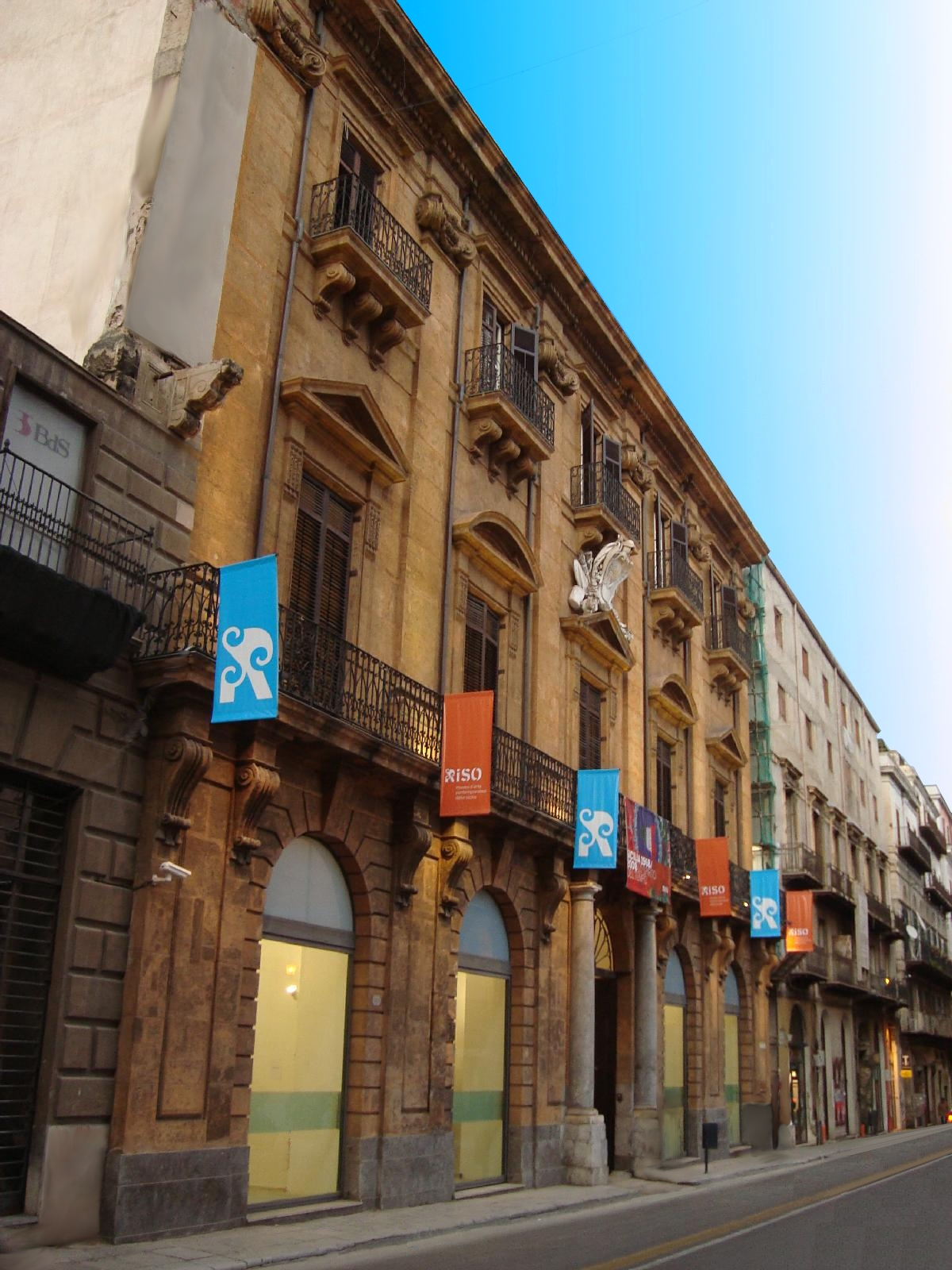
リーゾ館

リーゾ館（リーゾかん、伊: Palazzo Riso、パラッツォ・リーゾ）は、イタリアのパレルモにあるシチリア州立現代アート美術館である。シチリアで最も重要な美術館のひとつとして知られている。
リーソ館は、後期シチリアンバロック様式から、ネオクラシック様式への移行期である、1784年に建築家ジュゼッペ・ヴァナンツィオ・マルヴーリア（伊: Giuseppe Venanzio Marvuglia）によって建築。
2004年に現代アート美術館に改築。